# ملكية (حق تصرف)
المِلكية (بالإنجليزية: Ownership)‏، هي حالة أو حقيقة الحيازة القانونية، والسيطرة على الممتلكات، والتي قد تكون أي أصول، ملموسة أو غير ملموسة.
يمكن أن تتضمن الملكية حقوقًا متعددة، يشار إليها مجتمعة باسم حق الملكية، والتي يمكن فصلها وحيازتها من قبل أطراف مختلفة.
عملية وآليات الملكية معقدة إلى حد ما: يمكن للمرء أن يكتسب الملكية وينقلها ويفقدها بعدة طرق. للحصول على عقار، يمكن للمرء شرائه بالمال، أو مبادلته بممتلكات أخرى، أو ربحه في رهان، أو استلامه كهدية، أو وراثته، أو العثور عليه، أو استلامه كتعويضات، أو كسبه عن طريق العمل، أو أداء الخدمات، أو بالاستيلاء عليه. ويمكن للفرد نقل ملكية أو فقدها عن طريق بيعها مقابل نقود، أو استبدالها بممتلكات أخرى أو إعطائها كهدية أو وضعها في غير محلها أو تجريدها من ملكيتها من خلال الوسائل القانونية مثل: الإخلاء، أو الحجز، أو حبس الرهن، أو الاستيلاء. الملكية تنتشر ذاتيًا بمعنى أن مالك أي عقار سيمتلك أيضًا المنافع الاقتصادية لتلك الممتلكات.

## نبذة تاريخية
على مدى آلاف السنين وعبر الثقافات، تباينت على نطاق واسع المفاهيم المتعلقة بما يشكل «ملكية» وكيفية معاملتها ثقافيًا.
الملكية هي أساس العديد من المفاهيم الأخرى التي تشكل أسس المجتمعات القديمة، والحديثة مثل: المال، والتجارة، والديون، والإفلاس، وجريمة السرقة، والملكية الخاصة مقابل الملكية العامة.
الملكية هي اللبنة الأساسية في تطوير الاقتصاد الاجتماعي والاقتصاد الرأسمالي.
ذكر آدم سميث، أن أحد قوانين العدالة المقدسة، هو حماية ممتلكات الشخص، وممتلكاته.

## أنواع المْلاك

### شخصي
يجوز للأفراد امتلاك العقارات مباشرة. ففي بعض المجتمعات، لا يحق إلا للرجال البالغين امتلاك العقارات؛ وفي مجتمعات أخرى (مثل إيراكوي)، تكون الملكية أمومية، وتنتقل من الأم إلى النسل. وفي معظم المجتمعات، يمكن لكل من الرجال والنساء امتلاك العقارات، دون قيود أو حدود على الإطلاق.

### كيانات الملكية المهيكلة
على مر التاريخ، كانت الدول، أو الحكومات، والمنظمات الدينية، تمتلك ممتلكات. توجد هذه الكيانات في المقام الأول لأغراض أخرى غير امتلاك أو تشغيل الممتلكات؛ وبالتالي، قد لا يكون لديهم قواعد واضحة، فيما يتعلق بالتصرف في ممتلكاتهم.
لامتلاك، وتشغيل الممتلكات، تم إنشاء الهياكل (المعروفة اليوم باسم: الكيانات القانونية) في العديد من المجتمعات عبر التاريخ. تعتبر الاختلافات في كيفية تعاملهم مع حقوق الأعضاء، عاملاً رئيسيًا في تحديد نوعها.
التعاونيات، والشركات، وصناديق الممتلكات، والشراكات، والمجمعات السكنية، ليست سوى بعض من الأنواع العديدة المتنوعة للملكية المهيكلة؛ كل نوع له العديد من الأنواع الفرعية.
كانت المزايا أو القيود القانونية على أنواع مختلفة من الملكية المنظمة موجودة في العديد من المجتمعات في الماضي والحاضر.
للتحكم في كيفية استخدام الأصول أو مشاركتها أو معالجتها، يمكن فرض القواعد واللوائح قانونًا أو اعتمادها داخليًا أو إصدار مرسوم.

### المسؤولية تجاه المجموعة أو تجاه الآخرين في المجموعة
الملكية بحكم تعريفها، لا تعني بالضرورة مسؤولية للآخرين عن الإجراءات المتعلقة بالممتلكات.
يقال إن «الدرع القانوني» موجود إذا لم يتم إعادة توزيع الالتزامات القانونية للكيان بين مالكي الكيان أو أعضائه.
تطبيق هذا، للحد من مخاطر الملكية، هو تشكيل كيان جديد (مثل شركة صورية) لشراء وامتلاك وتشغيل كل عقار. نظرًا لأن الكيان منفصل ومتميز عن الآخرين، قإذا حدثت مشكلة تؤدي إلى مسؤولية كبيرة، فإن الفرد محمي من خسارة أكثر من قيمة تلك الممتلكات. العديد من الممتلكات الأخرى محمية، عندما تكون مملوكة من قبل كيانات أخرى متميزة.
بالمعنى الأكثر مرونة لملكية المجموعة، قد يعني الافتقار إلى الإطار القانوني والقواعد واللوائح، أن الملكية الجماعية للممتلكات، تضع كل عضو في موقع المسؤولية عن تصرفات كل عضو آخر.
قد لا تحمي المجموعة المنظمة التي تم تشكيلها على النحو الواجب ككيان بموجب القانون الأعضاء من أن يكونوا مسؤولين شخصيًا عن تصرفات بعضهم البعض. قد تؤدي قرارات المحكمة ضد الكيان نفسه، إلى مسؤولية شخصية غير محدودة لكل عضو.

### تقاسم المكاسب
في نهاية كل سنة مالية، تحدد القواعد المحاسبية الفائض أو الربح، والذي يمكن الاحتفاظ به داخل الكيان أو توزيعه بين المالكين وفقًا لنية الإعداد الأولي عند إنشاء الكيان. بالنسبة للشركات العامة، لا يحق للمساهمين العاديين الحصول على أي من الأرباح.
ستعيد الكيانات التي يركز عليها الأعضاء الفائض المالي للأعضاء وفقًا لحجم النشاط المالي الذي أنشأه العضو المشارك للكيان. ومن الأمثلة على ذلك تعاونيات المنتجين، وتعاونيات المشترين، وحاملي وثائق تأمين مشتركين طوال الحياة في كل من شركات التأمين المشتركة، وشركات التأمين على رأس المال.

### تقاسم الاستخدام
أحد عيوب الملكية الجماعية، المعروفة باسم مأساة العموم، تحدث عندما يؤدي الوصول غير المقيد وغير المنظم إلى مورد (مثل أراضي المراعي) إلى تدمير المورد، بسبب الاستغلال المفرط. حيث تعود فوائد الاستغلال على الأفراد على الفور، بينما يتم توزيع تكاليف ضبط الأمن، أو فرض الاستخدام المناسب، وخسائر مستحقات الاستغلال المفرط، بين كثيرين، ولا تظهر لهم إلا بشكل تدريجي. في الدولة الشيوعية، تكون وسائل إنتاج السلع مملوكة بشكل جماعي لجميع الناس في تلك الأمة؛ لم يحدد المفكرون الأصليون القواعد والأنظمة.

### نماذج الملكية
- ممتلكات الدولة: ملكية صناعة، أو أصول، أو عمل تجاري من قبل الدولة أو شركة قانونية تمثل مجتمعًا، بدلاً من فرد، أو طرف خاص.
  - الملكية العامة: ملكية وتشغيل مؤسسة من قبل حكومة مركزية؛ وأيضًا هو مصطلح غامض، يمكن أن يشير إما إلى ملكية الدولة الاجتماعية، أو الجزئية، أو الملكية الكاملة للدولة.[5]
- الملكية الخاصة: الملكية الحصرية للممتلكات، من قبل الكيانات القانونية غير الحكومية.[6]
  - الملكية الجزئية: الملكية التي يتم الاحتفاظ بها كأسهم في أصل من الأصول باهظة الثمن، والتي يتم بيعها إلى المالكين الأفراد، الذين يتقاضون رسومًا لإدارة الأصول، والاستخدام المتغير.
- الملكية الجماعية: إما ملكية مشتركة لكيان اقتصادي (على سبيل المثال، تعاونية) أو ملكية عامة.[7]
  - الملكية التعاونية: الملكية من قبل الأشخاص، الذين يعملون، ويتاجرون مع مؤسسة ما.[8]
  - الملكية المشتركة: الملكية غير الحصرية للممتلكات من قبل الجميع قسرا.
- كما تتميز الممتلكات، بكونها ملكية منقولة، أو ملكية غير منقولة.
- فيما يتعلق بملكية وسائل الإنتاج، وتحديد الجماعات التي تحصل على الأرباح المباشرة، تتميز الملكية الخاصة للرأسمالية، عن الملكية الاجتماعية للاشتراكية.[9]
- يمكن تمييز ملكية الموارد، على أنها إما فردية أو جماعية، مماثلة الملكية الخاصة أو الملكية العامة، في تحديد من لديه حقوق الاستخدام.[10]

## آراء نقدية
تعود مسألة الملكية إلى الفلاسفة القدامى، أفلاطون، وأرسطو، اللذين كان لهما آراء مختلفة حول هذا الموضوع.
اعتقد أفلاطون: أن الملكية الخاصة، خلقت عدم مساواة تقسيمية، بينما اعتقد أرسطو: أن الملكية الخاصة، تمكن الناس من الحصول على المنفعة الكاملة لعملهم.
يمكن للملكية الخاصة أن تتحايل على ما يشار إليه الآن بمشكلة «مأساة المشاعات»، حيث يميل الناس إلى الحط من قيمة الملكية العامة، أكثر من الملكية الخاصة.
بينما برر أرسطو وجود الملكية الخاصة، فترك سؤالين مفتوحين:
1. كيفية تخصيص الملكية بين ما هو خاص، وما هو مشترك؟
2. وكيفية تخصيص الملكية الخاصة داخل المجتمع؟[11]

### مشاهدات غربية حديثة
في السياسة الغربية الحديثة، يعتقد بعض الناس أن الملكية الحصرية للممتلكات، تكمن وراء الكثير من الظلم الاجتماعي، وتسهل الاستبداد، والقمع على المستوى الفردي والمجتمعي.
ويرى آخرون، أن السعي لتحقيق ملكية أكبر للثروة هو العامل الدافع وراء التقدم التكنولوجي البشري، ورفع مستويات المعيشة. يؤيد البعض وجهة النظر الأخيرة، معتقدين أن الملكية، ضرورية للحرية نفسها.

### مجتمع الملكية
كان مجتمع الملكية، شعارًا سياسيًا، استخدمه رئيس الولايات المتحدة جورج دبليو بوش، للترويج لسلسلة من السياسات، التي تهدف إلى زيادة سيطرة المواطنين الأفراد، على الرعاية الصحية، ومدفوعات وسياسات الضمان الاجتماعي.
زعم النقاد، أن الشعار يخفي أجندة سياسية، سعت إلى تنفيذ التخفيضات الضريبية، وتقليص دور الحكومة في الرعاية الصحية، وراتب التقاعد.